# Slapton (Devon)

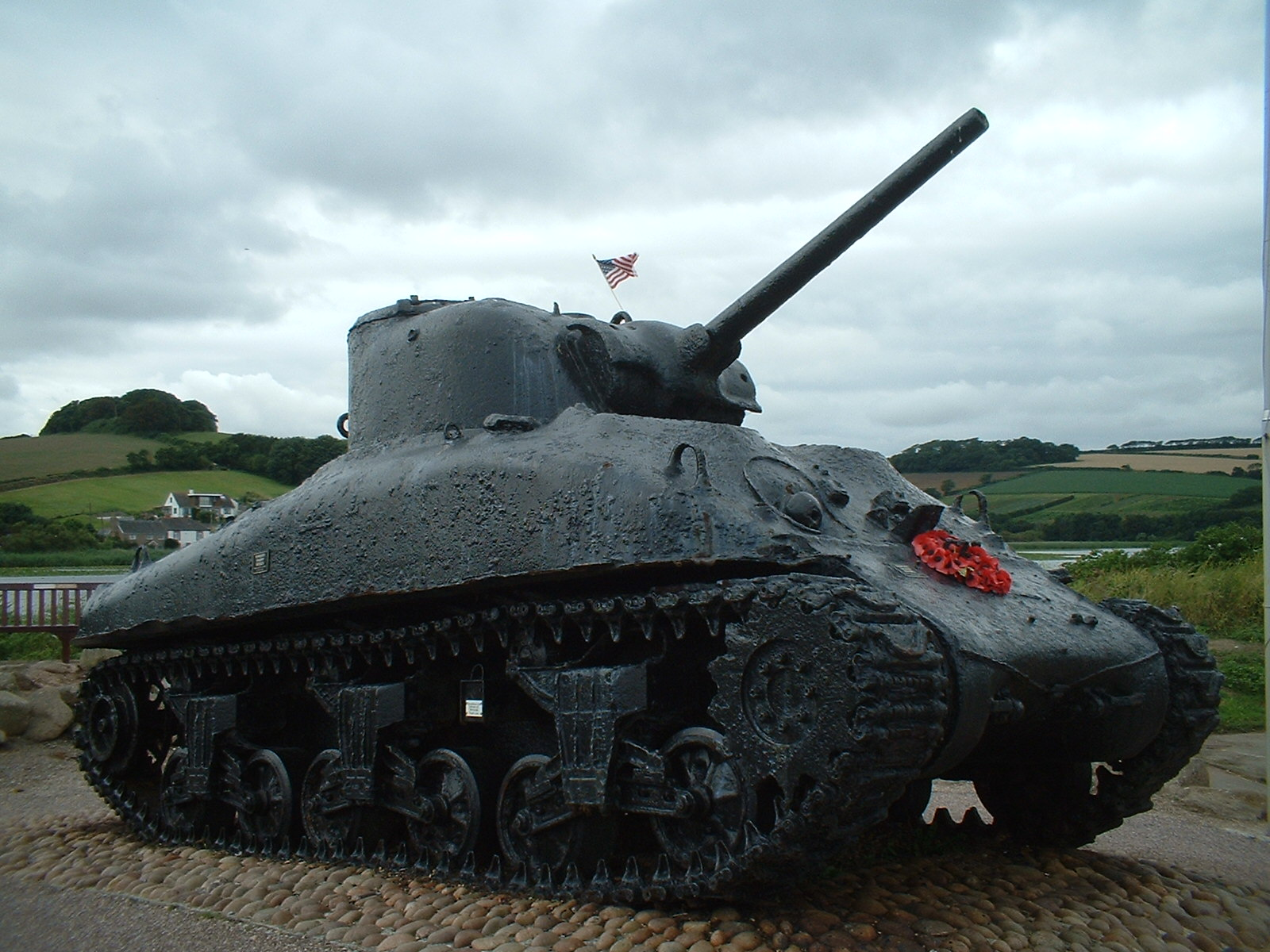
Sherman Tank Memorial bij Slapton Sands, ter nagedachtenis van de omgekomen miliatiren

Slapton is een plaats en civil parish in het bestuurlijke gebied South Hams, in het Engelse graafschap Devon. In 2001 telde het civil parish 473 inwoners.
Op 27 april 1944 vond er een landingsoefening, Exercise Tiger, plaats op het strand bij Slapton. Amerikaanse militairen oefenden voor de landing in Normandië. De Duitsers waren met snelle torpedoboten vanuit Cherbourg het kanaal overgestoken. Vlak voor de Engelse kust slaagden zij er in drie landingsvaartuigen te raken en twee vaartuigen tot zinken te brengen. Een derde werd zwaar beschadigd maar wist een haven te bereiken. Ruim 700 militairen kwamen hierbij om het leven door voltreffers of verdronken in zee.